# Belleville-en-Beaujolais
Pour les articles homonymes, voir Belleville.
Belleville-en-Beaujolais est  une commune française située dans le département du Rhône, en région Auvergne-Rhône-Alpes, créée le 1er janvier 2019 sous le statut de commune nouvelle.

## Géographie

### Localisation
Belleville-en-Beaujolais est une commune située en Val de Saône, dans l'Est Beaujolais, au Nord du département du Rhône.
Bordée à l'ouest par les reliefs du Beaujolais et à l'est par les prairies de l'Ain, la ville est située à une cinquantaine de kilomètres de la préfecture régionale, sur l'axe Paris-Lyon.
| Villié-Morgon      | Corcelles-en-Beaujolais  | Dracé                     |
| Cercié Saint-Lager | Belleville-en-Beaujolais | Taponas Guéreins (Ain)    |
| Charentay          | Saint-Georges-de-Reneins | Montmerle-sur-Saône (Ain) |

### Climat
Pour des articles plus généraux, voir Climat d'Auvergne-Rhône-Alpes et Climat du Rhône.
En 2010, le climat de la commune est de type climat océanique altéré, selon une étude du Centre national de la recherche scientifique s'appuyant sur une série de données couvrant la période 1971-2000. En 2020, Météo-France publie une typologie des climats de la France métropolitaine dans laquelle la commune est exposée à un climat de montagne ou de marges de montagne et est dans une zone de transition entre les régions climatiques « Bourgogne, vallée de la Saône » et « Nord-est du Massif Central ». 
Pour la période 1971-2000, la température annuelle moyenne est de 11,7 °C, avec une amplitude thermique annuelle de 18 °C. Le cumul annuel moyen de précipitations est de 765 mm, avec 9,3 jours de précipitations en janvier et 6,8 jours en juillet. Pour la période 1991-2020, la température moyenne annuelle observée sur la station météorologique de Météo-France la plus proche, « St-Georges-Reneins », sur la commune de Saint-Georges-de-Reneins à 6 km à vol d'oiseau, est de 12,2 °C et le cumul annuel moyen de précipitations est de 723,2 mm,. Pour l'avenir, les paramètres climatiques de la commune estimés pour 2050 selon différents scénarios d'émission de gaz à effet de serre sont consultables sur un site dédié publié par Météo-France en novembre 2022.
| Mois                                  | jan.          | fév.           | mars           | avril         | mai           | juin          | jui.          | août          | sep.          | oct.          | nov.          | déc.           | année      |
| ------------------------------------- | ------------- | -------------- | -------------- | ------------- | ------------- | ------------- | ------------- | ------------- | ------------- | ------------- | ------------- | -------------- | ---------- |
| Température minimale moyenne (°C)     | 0,2           | −0,1           | 2,4            | 5,6           | 9,4           | 13,5          | 14,8          | 14            | 10,6          | 7,6           | 4             | 1              | 6,9        |
| Température moyenne (°C)              | 3,5           | 4,3            | 7,9            | 11,8          | 15,4          | 19,8          | 21,4          | 20,7          | 17            | 12,7          | 7,8           | 4,2            | 12,2       |
| Température maximale moyenne (°C)     | 6,8           | 8,6            | 13,5           | 17,9          | 21,4          | 26,1          | 27,9          | 27,3          | 23,3          | 17,8          | 11,6          | 7,4            | 17,5       |
| Record de froid (°C) date du record   | −14 13.01.03  | −14,1 05.02.12 | −11,8 01.03.05 | −6,3 08.04.21 | −0,6 17.05.12 | 4,3 08.06.19  | 6,9 05.07.02  | 5,6 26.08.18  | 1,4 29.09.02  | −5,4 26.10.03 | −6,8 28.11.13 | −12,6 30.12.05 | −14,1 2012 |
| Record de chaleur (°C) date du record | 18,5 10.01.15 | 21,9 25.02.21  | 25,5 31.03.21  | 28,4 25.04.07 | 33,8 25.05.09 | 37,7 22.06.03 | 39,7 25.07.19 | 40,6 24.08.23 | 34,6 10.09.23 | 30,9 02.10.23 | 22,8 03.11.05 | 19,4 31.12.22  | 40,6 2023  |
| Précipitations (mm)                   | 46,4          | 36,9           | 40,1           | 58,1          | 64            | 68,3          | 70,5          | 72,5          | 46,3          | 82,3          | 85,5          | 52,3           | 723,2      |

## Urbanisme

### Typologie
Au 1er janvier 2024, Belleville-en-Beaujolais est catégorisée centre urbain intermédiaire, selon la nouvelle grille communale de densité à sept niveaux définie par l'Insee en 2022.
Elle appartient à l'unité urbaine de Belleville-en-Beaujolais, une agglomération inter-départementale regroupant cinq  communes, dont elle est ville-centre,,. Par ailleurs la commune fait partie de l'aire d'attraction de Belleville-en-Beaujolais, dont elle est la commune-centre,. Cette aire, qui regroupe 4 communes, est catégorisée dans les aires de moins de 50 000 habitants,.

### Morphologie urbaine
Le premier janvier 2019, les communes de Belleville-sur-Saône et Saint-Jean-d'Ardières ont fusionné, devenant l'actuelle Belleville-en-Beaujolais.
Les zones urbanisées se concentrent majoritairement au centre de la commune, principalement encerclée par des terres agricoles au nord, sud et est, et des vignes à l'ouest.

### Voies de communication et transports

#### Infrastructures routières
Belleville-en-Beaujolais est bordée à l'est par l'autoroute A6, reliant Paris à Lyon. L'accès se fait par la sortie 30.

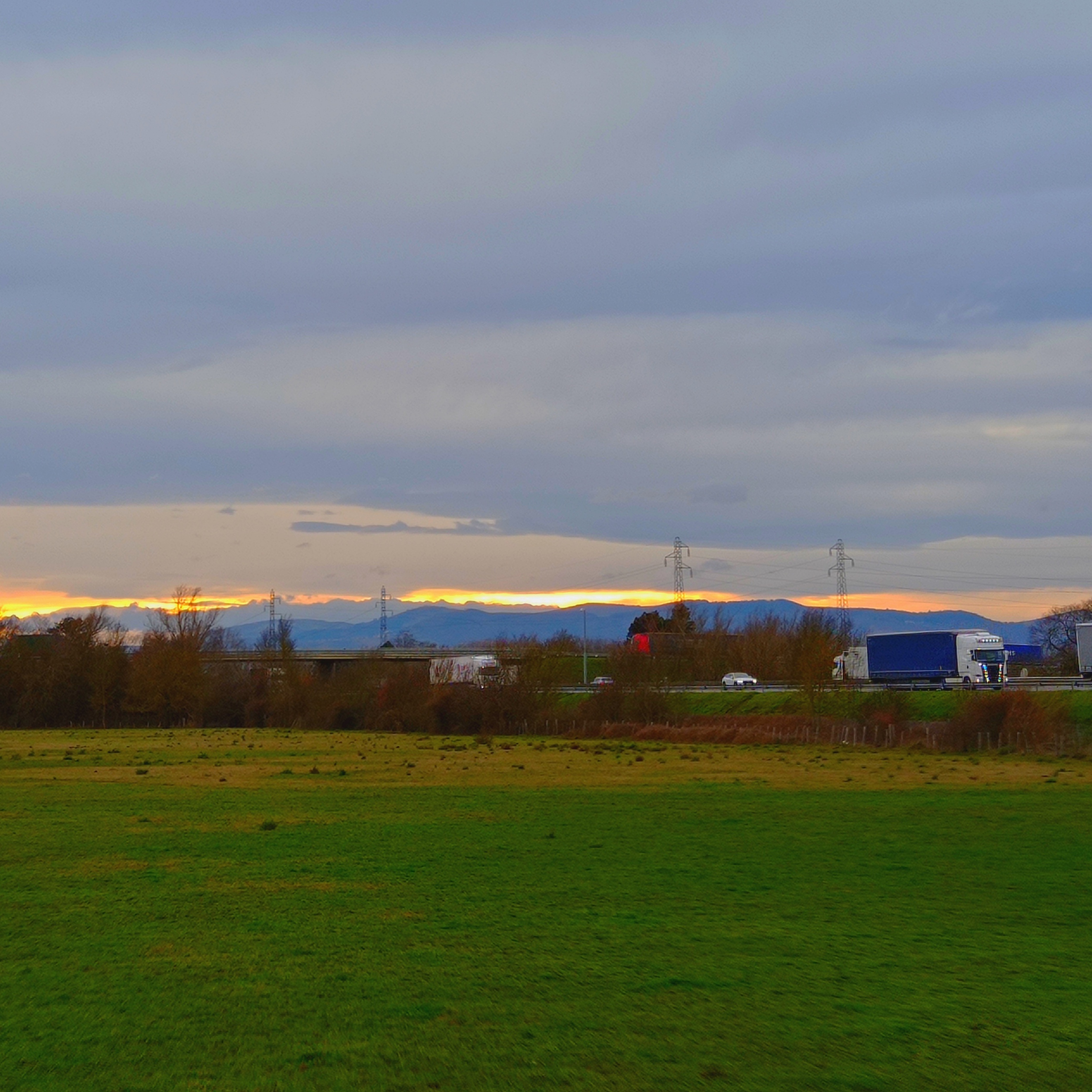
L'autoroute A6, observée depuis un champ, à l'est de Belleville

Le centre ville quant à lui, est coupé d'une part par l'ancienne route nationale 6, connectant Paris à l'Italie par Lyon et Chambéry, aujourd'hui classée route départementale 306 sur ce tronçon, et, est contourné d'autre part par la D337 au nord et la D109 au sud, faisant office de rocade.
Cependant, afin de réduire l'afflux automobile en provenance du sud de la commune, à proximité du collège Emile Zola et du Lycée Aigurande qui font face à la D109 actuelle, une nouvelle rocade sud est actuellement en construction pour permettre la déviation du trafic. La mise en service de ce nouveau tronçon est prévue pour fin 2025.

#### Transports en commun

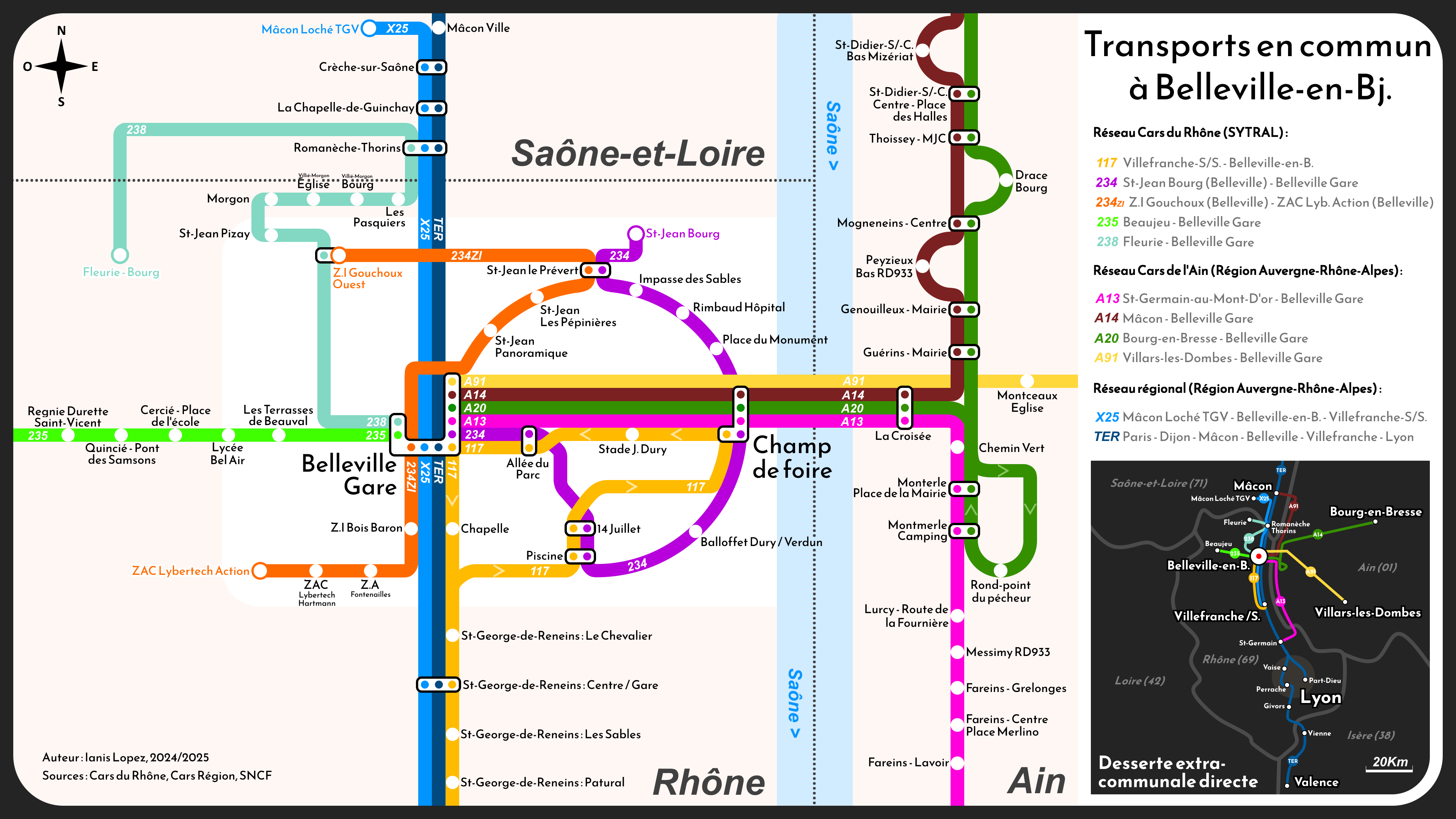
Transports en commun à Belleville-en-Beaujolais (2024-2025)

Dix lignes d'autocars sillonnent le territoire communal. Le service est assuré par trois opérateurs :
- Les Cars du Rhône (SYTRAL Mobilités) : il s'agit majoritairement de lignes scolaires, ainsi que de cinq lignes régulières : la 117, qui la relie à Villefranche-sur-Saône, les 234 et 234ZI, qui effectuent une desserte interne de la commune, la 235 en direction de Beaujeu, et enfin la 238, en direction de Fleurie.
- Les Cars Région (Région Auvergne-Rhône-Alpes) : la ligne X25 relie la gare de Mâcon-Loché-TGV, située en Bourgogne-Franche-Comté, à la gare de Villefranche-sur-Saône, via celle de Belleville-sur-Saône.
- Les Cars Région Ain (Région Auvergne-Rhône-Alpes) : quatre lignes relient la gare de Belleville-sur-Saône au département homonyme : A13, A14, A20 et A91.

De plus, la gare est desservie par les réseaux de trains TER des régions Auvergne-Rhône-Alpes et Bourgogne-Franche-Comté, reliant au plus loin Paris-Bercy-Bourgogne-Pays d'Auvergne au nord, jusqu'à Valence-Ville au sud. Belleville bénéficie ainsi de liaisons directes avec Dijon-Ville, Mâcon-Ville, Villefranche-sur-Saône, Lyon Part-Dieu, Lyon Perrache, Vienne et Valence-Ville.

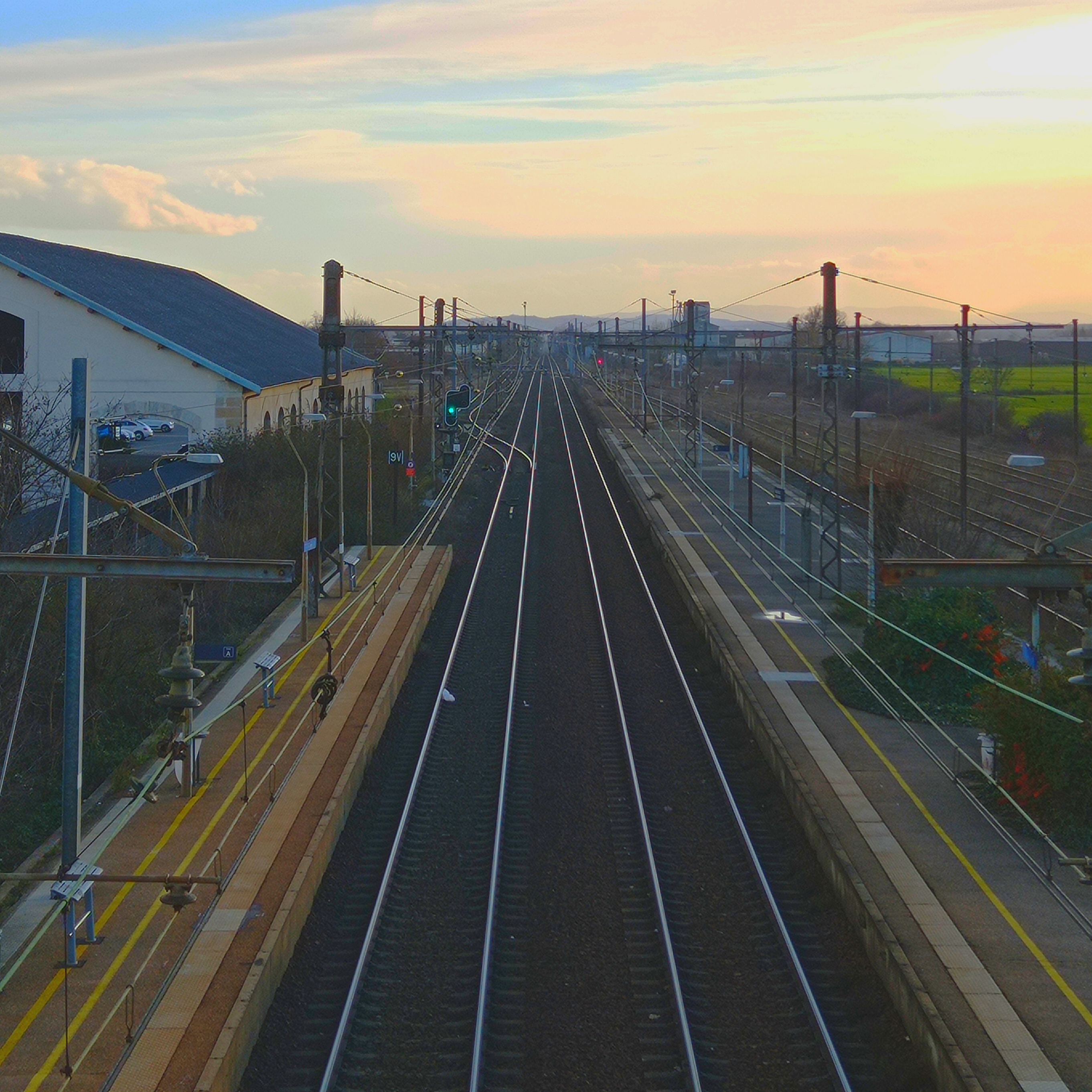
Voies ferrées depuis la passerelle - Gare de Belleville-sur-Saône
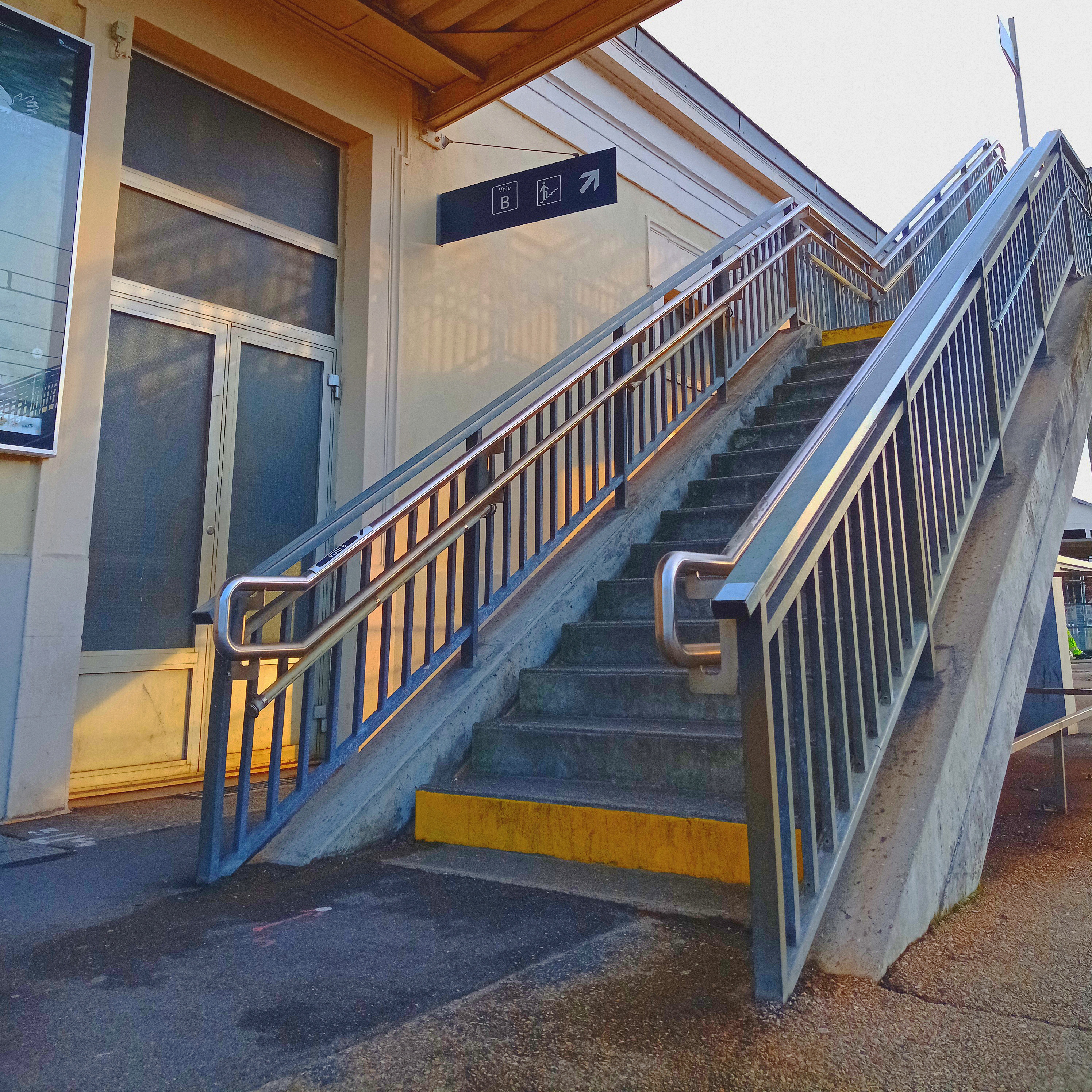
Escaliers de la passerelle - Gare de Belleville-sur-Saône
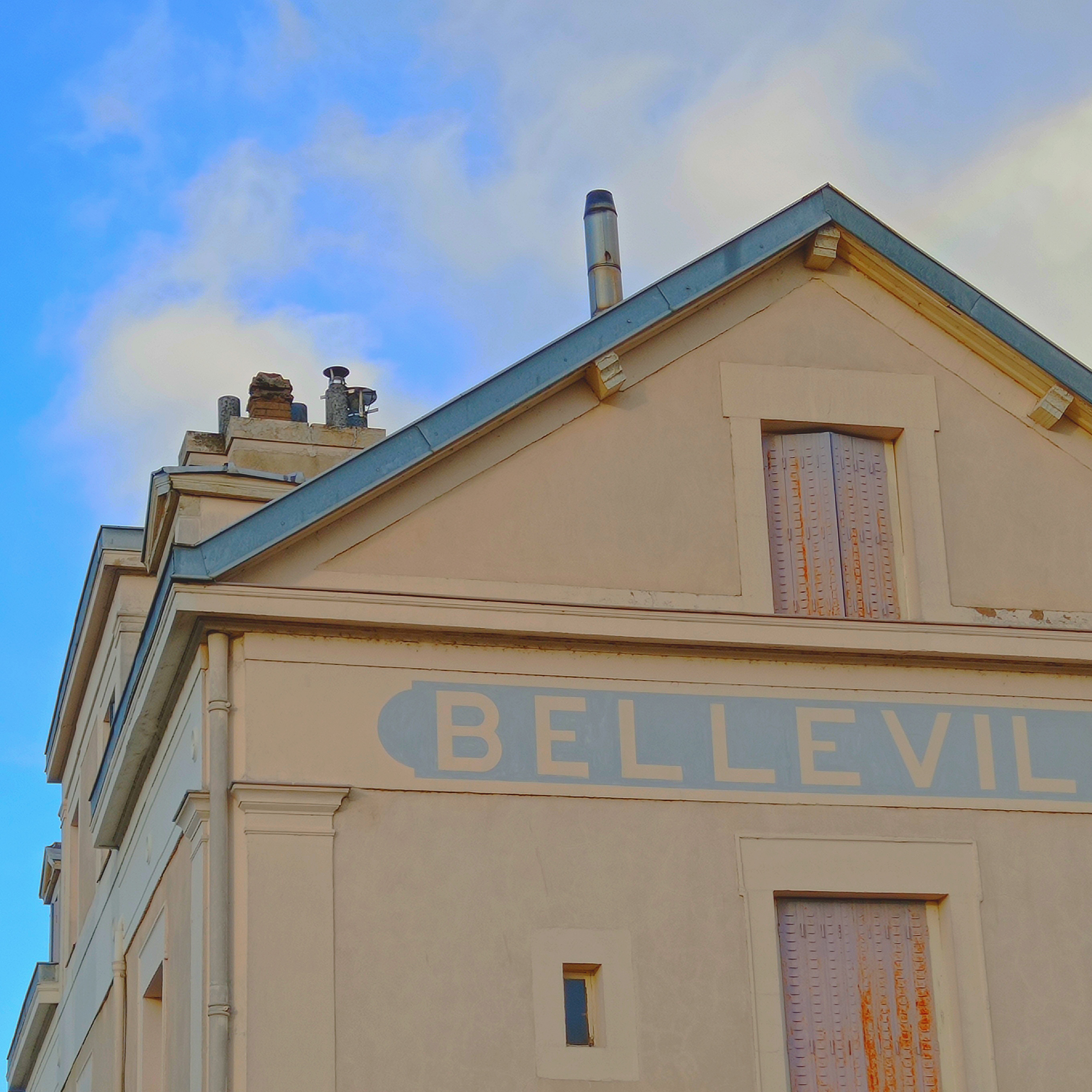
Façade sud du bâtiment voyageurs - Gare de Belleville-sur-Saône

## Toponymie
Le nom Belleville-en-Beaujolais provient de l'ancienne commune de Belleville (appelée aussi Belleville-sur-Saône). Le Beaujolais désigne la région dans laquelle est situé le territoire communal.

## Histoire
D'après des fouilles en bord de Saône, le site de Belleville était habité depuis la préhistoire.
La commune de Belleville-en-Beaujolais se trouve sur le site d'une ancienne commune romaine, Luuna. Au Nord, à l'embouchure de l'Ardière, se trouvait un village Celte, nommé Aiguerande, version latinisée de Equerande, ayant donné son nom à un quartier de la ville ainsi qu'au lycée. Le territoire faisait ainsi partie de celui du peuple des Eduens. Une voie romaine s'y trouvait alors, reliant Lyon (Lugnumun) à Mâcon. Luuna disparaît après de multiples invasions.
Sous l'impulsion des Sires de Beaujeu. Humbert III entoure la ville de remparts et y fait construire un prieuré en 1158 qui deviendra une abbaye sous la demande du Pape, suivant la règle de Saint Augustin, en 1164. À la mort de son premier fils, Guichard, Humbert III fait de Belleville le lieu de sépulture de la famille de Beaujeu. Belleville est alors dotée d'une charte de franchise. La Saône permet d'effectuer du commerce, de bois, de blé, d'huile et de vin. Au Moyen Âge, Belleville se divisait en quatre quartiers ayant chacun à sa tête un capitaine, un lieutenant et un sergent.
Après une prospérité de près de deux siècles, Belleville connait la lèpre, la peste, les destructions et pillages pendant les guerres de religion au XVIe siècle.
En 1522, le Beaujolais est confisqué au connétable de Bourbon.En 1523, le domaine de François Ier s'étend alors jusqu'au Beaujolais, puis la région, érigée en comté, passe dans la maison d'Orléans. C'est de François Ier qu'est l'origine du symbole de Belleville, la salamandre, les armes de la commune étant : "D'azur à une salamandre d'argent dans des flammes de gueules.".
Lors du soulèvement de Lyon contre la Convention nationale, Belleville prend par un arrêté du Conseil Général, le 5 pluviose an II, le nom de Belluna, faisant référence à l'ancienne ville de Lunna.
Au XVIIIe siècle est construit l'Hôtel Dieu, permettant d’accueillir les pauvres de Belleville et des communes environnantes.
La construction du chemin de fer à l’ouest de la ville au milieu du XIXe siècle annonce le déclin du transport fluvial. En 1869 a été construite une ligne reliant Belleville à Beaujeu, fermée en 1987. Le 10 juillet 1854 est ouverte la voie reliant Paris à Lyon de la Ligne de Paris-Lyon à Marseille-Saint-Charles. La ville s’étend alors vers l’ouest et des industries modernes  en lien avec la vigne  (pulvérisateurs Berthoud, tonnellerie Roux …) viennent compléter le commerce des vins (on compte une quarantaine de maisons de vins en 1875). Dans les années 1960 a été construite l'autoroute A6, reliant Paris à Lyon, passant par Belleville.
Créée par un arrêté préfectoral du 2 novembre 2018, elle est issue du regroupement des deux communes de Belleville et de Saint-Jean-d'Ardières qui deviennent des communes déléguées. Son chef-lieu est fixé à Belleville.

## Politique et administration

### Administration municipale
| Nom                   | Code Insee | Intercommunalité    | Superficie (km2) | Population (dernière pop. légale) | Densité (hab./km2) |
| --------------------- | ---------- | ------------------- | ---------------- | --------------------------------- | ------------------ |
| Belleville (siège)    | 69019      | CC Saône Beaujolais | 10,42            | 8 262 (2016)                      | 793                |
| Saint-Jean-d'Ardières | 69211      | CC Saône-Beaujolais | 12,44            | 4 514 (2016)                      | 363                |

### Liste des maires
| Période            | Période                    | Identité           | Étiquette | Qualité |
| ------------------ | -------------------------- | ------------------ | --------- | --- |
| 8 janvier 2019     | 1er septembre 2019         | Bernard Fialaire   | MR        | Médecin généraliste Maire de Belleville (1995 → 2018) Conseiller départemental de Belleville-en-Beaujolais (2015 → 2021) Président de la CC Saône Beaujolais (2014 → 2020) |
| 1er septembre 2019 | 23 mai 2020                | Serges Fessy       | DVD       | Négociant en vins Vice-président de la CC Saône Beaujolais (2014 → 2020)                                                                                                   |
| 23 mai 2020        | En cours (au 10 mars 2022) | Frédéric Pronchery | DVD       | Vigneron Conseiller départemental de Belleville-en-Beaujolais (2021 → ) 1er vice-président de la CC Saône Beaujolais (2020 → )                                             |

### Jumelages
La ville est jumelée avec celles de Salzkotten, en Allemagne, depuis 1991, et de Kalarach, en Roumanie.

## Population et société

### Démographie
L'évolution du nombre d'habitants est connue à travers les recensements de la population effectués dans la commune depuis sa création.

En 2022, la commune comptait 13 767 habitants, en évolution de +7,76 % par rapport à 2016 (Rhône : +3,93 %, France hors Mayotte : +2,11 %).
| 2016   | 2021   | 2022   |
| ------ | ------ | ------ |
| 12 776 | 13 542 | 13 767 |

### Manifestations culturelles et festivités
Depuis 2015 a lieu en août le festival DeZing qui allie musique, arts de rue et gastronomie pendant trois jours. Sont venus y jouer Sanseverino, Zoufris Maracas ou encore Soviet Suprem.

### Sports et loisirs
La ville est dotée d'une piscine, composée de deux bassins couverts et d'un bassin en extérieur, de cinq stades de football, d'un skatepark, de trois terrains de tennis, d'une piste de course avec un terrain de basket en son centre, et enfin de deux gymnases couverts. La grande partie de ces infrastructures sont réunies à proximité les unes des autres, au sud de l'Avenue de Verdun (D109), et permettent d'accueillir de nombreuses activités sportives, pour tous les âges, tout au long de l'année

## Culture et patrimoine

### Lieux et monuments
- Maison des Templiers (non localisée)
- L'abbatiale de l'Assomption de Belleville (ou Notre-Dame de Belleville) est un édifice classé monument historique depuis 1862. Témoin majeur de l'art roman dans la région, de par son architecture et ses dimensions, sa construction débute en 1168 par Humbert III, sire de Beaujeu et seigneur du Beaujolais et s'achève seulement 11 ans après, en 1179. L'église est consacré à la Vierge Marie. Il s'agit du cœur d'une abbaye de l'ordre de Saint-Augustin, détruite lors de la Révolution française. L'église Notre-Dame comprenait par ailleurs la nécropole des sires de Beaujeu. Les dimensions de l'édifice sont remarquables : 63 m de long et 28 m de large au niveau du transept. Son architecture extérieure présente une très grande homogénéité de style roman. L'intérieur est également de pur style roman, avec cependant quelques éléments du XIVe siècle dans le chœur. Subsistent à l'intérieur du bâtiment des peintures aux styles et couleurs médiévaux (plafonds, murs, colonnes) datant de la dernière grande restauration du XIXe siècle. Le mobilier liturgique du chœur a été créé en 2004 par l'artiste Goudji. L'église Notre-Dame de Belleville est l'église principale de la paroisse Saint-Augustin en Beaujolais qui regroupe les communes de Belleville, Saint-Georges-de-Reneins, Saint-Jean d'Ardières, Taponas et Dracé.

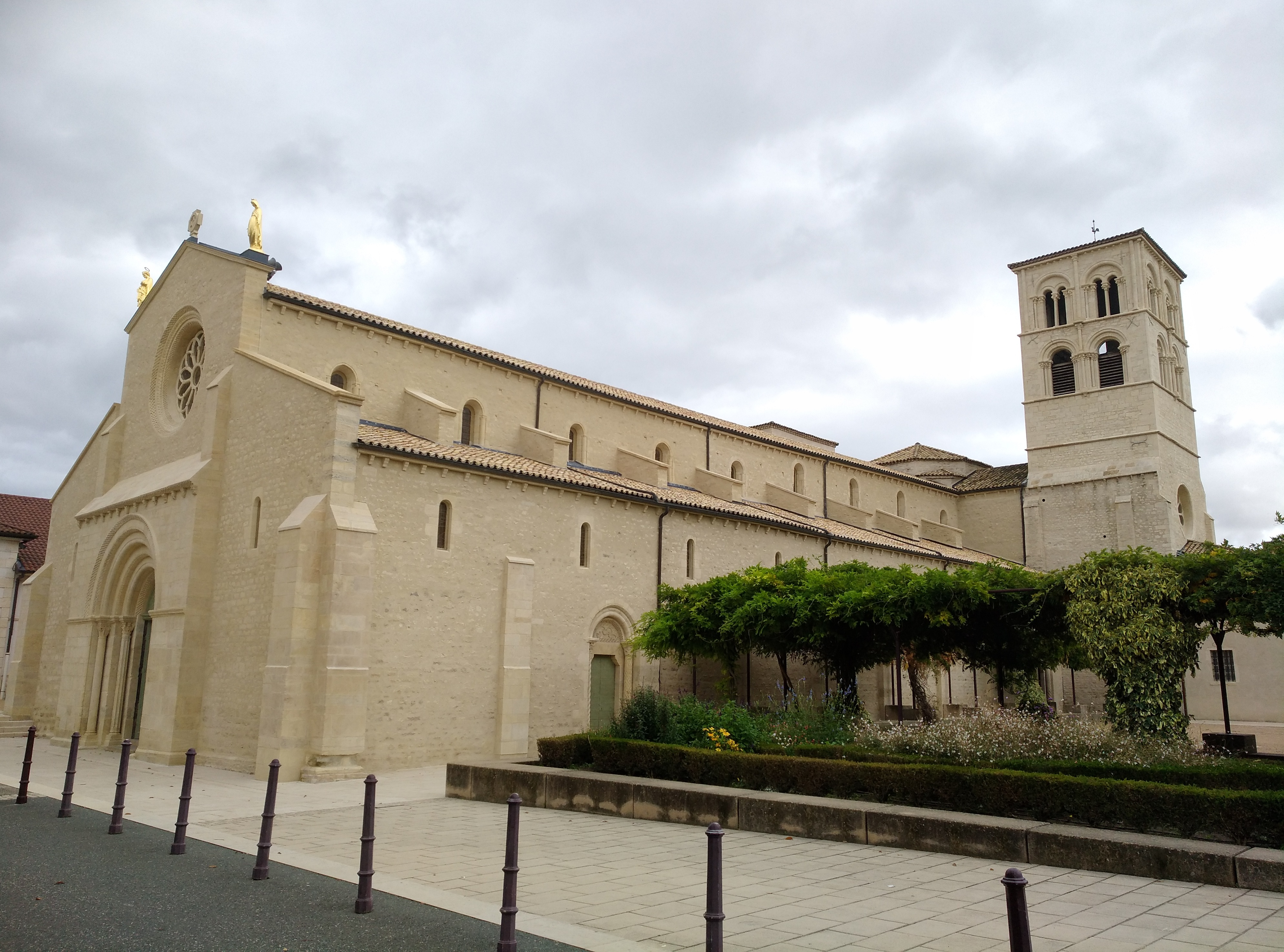
Vue depuis le parvis.
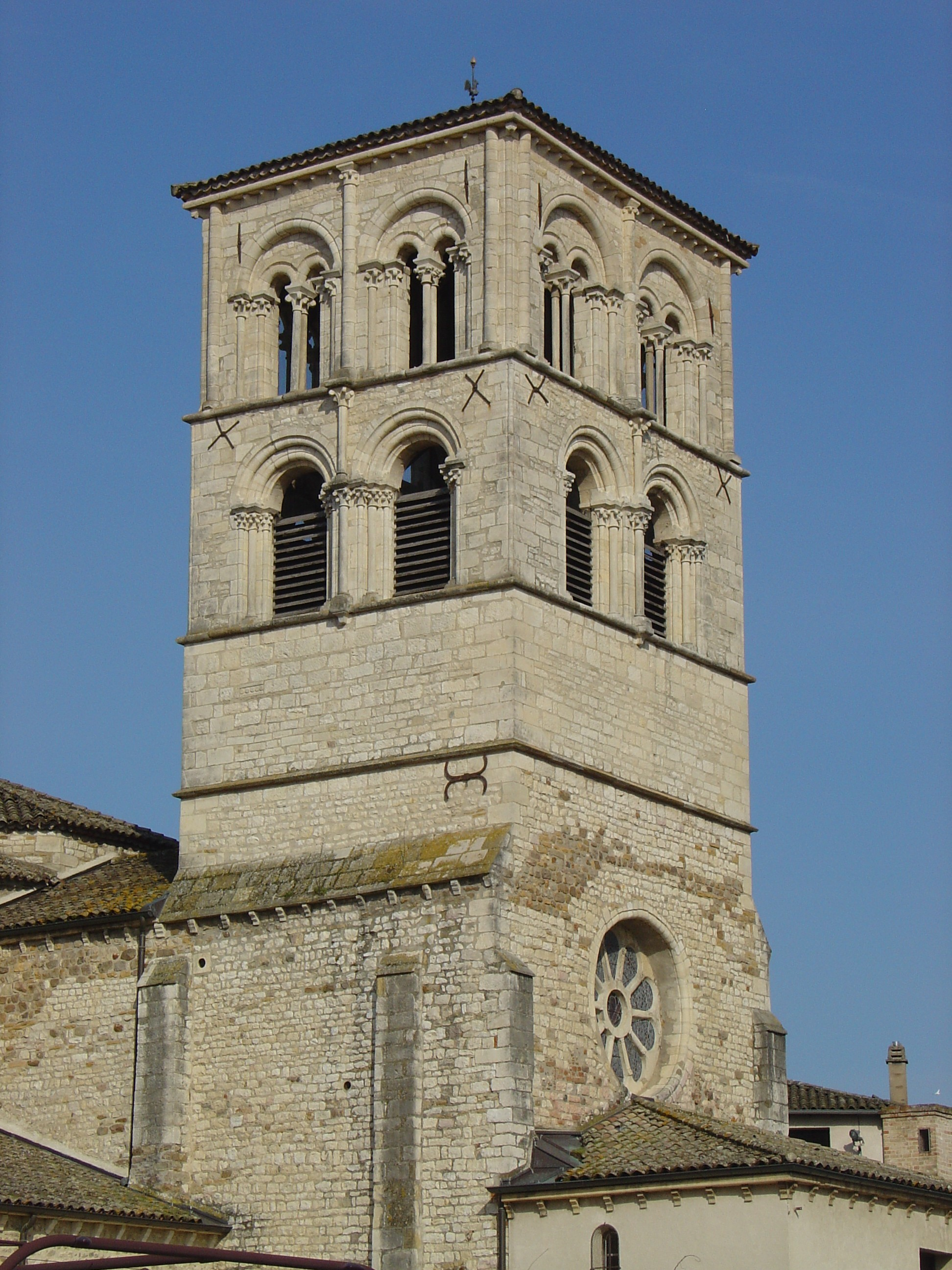
Le clocher.
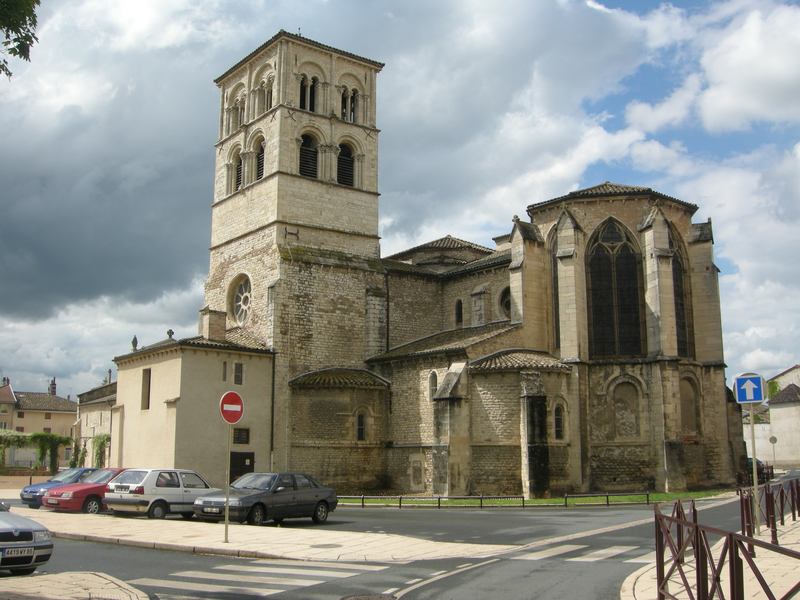
Vue arrière.
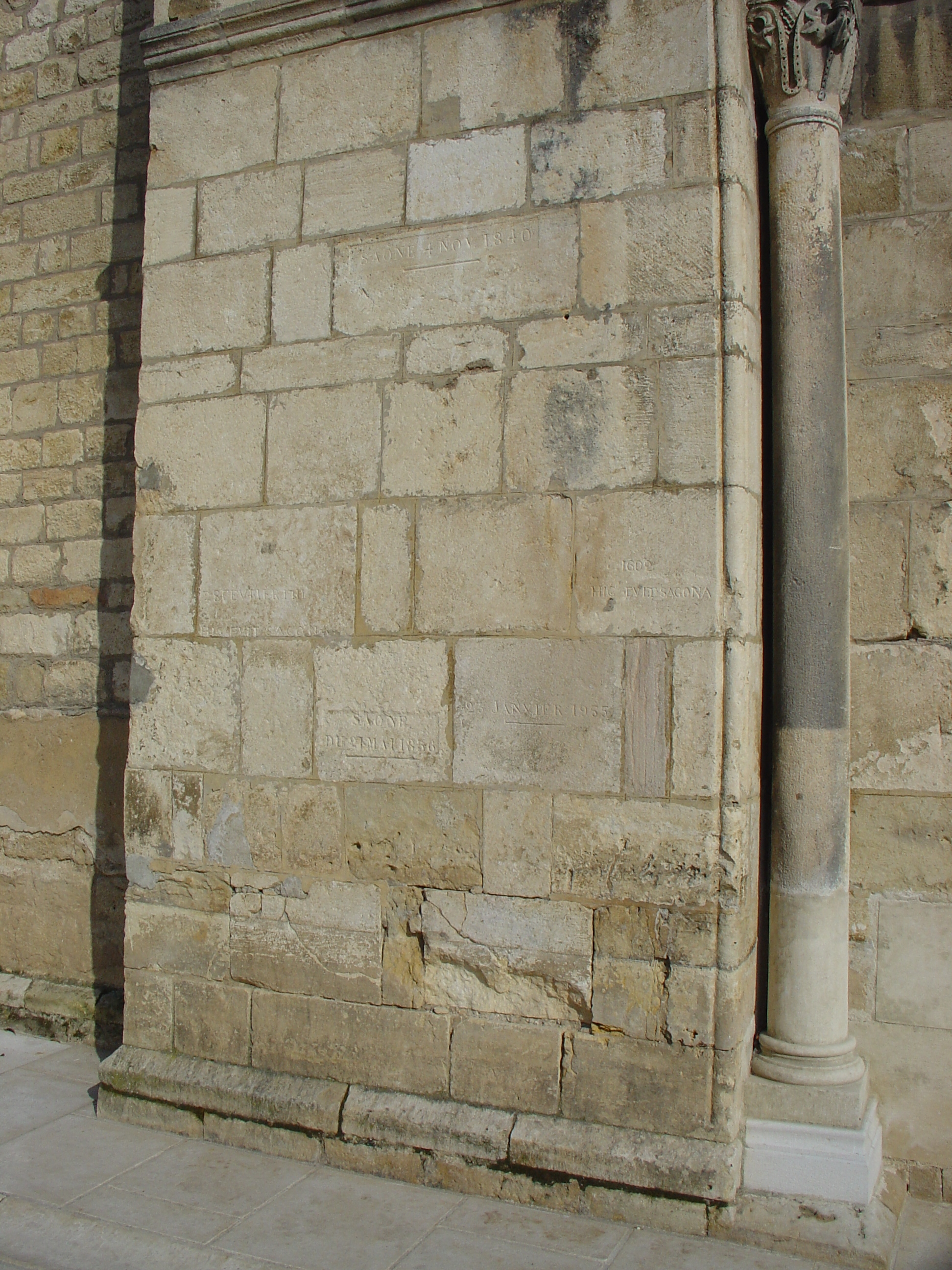
Indication du niveau des crues historiques de la Saône sur le mur à gauche du portail.

- L'Hôtel-Dieu de Belleville et son apothicairerie sont classés monument historique depuis 1994. Le bâtiment est utilisé par l'office du tourisme, par la bibliothèque municipale et également par un musée.

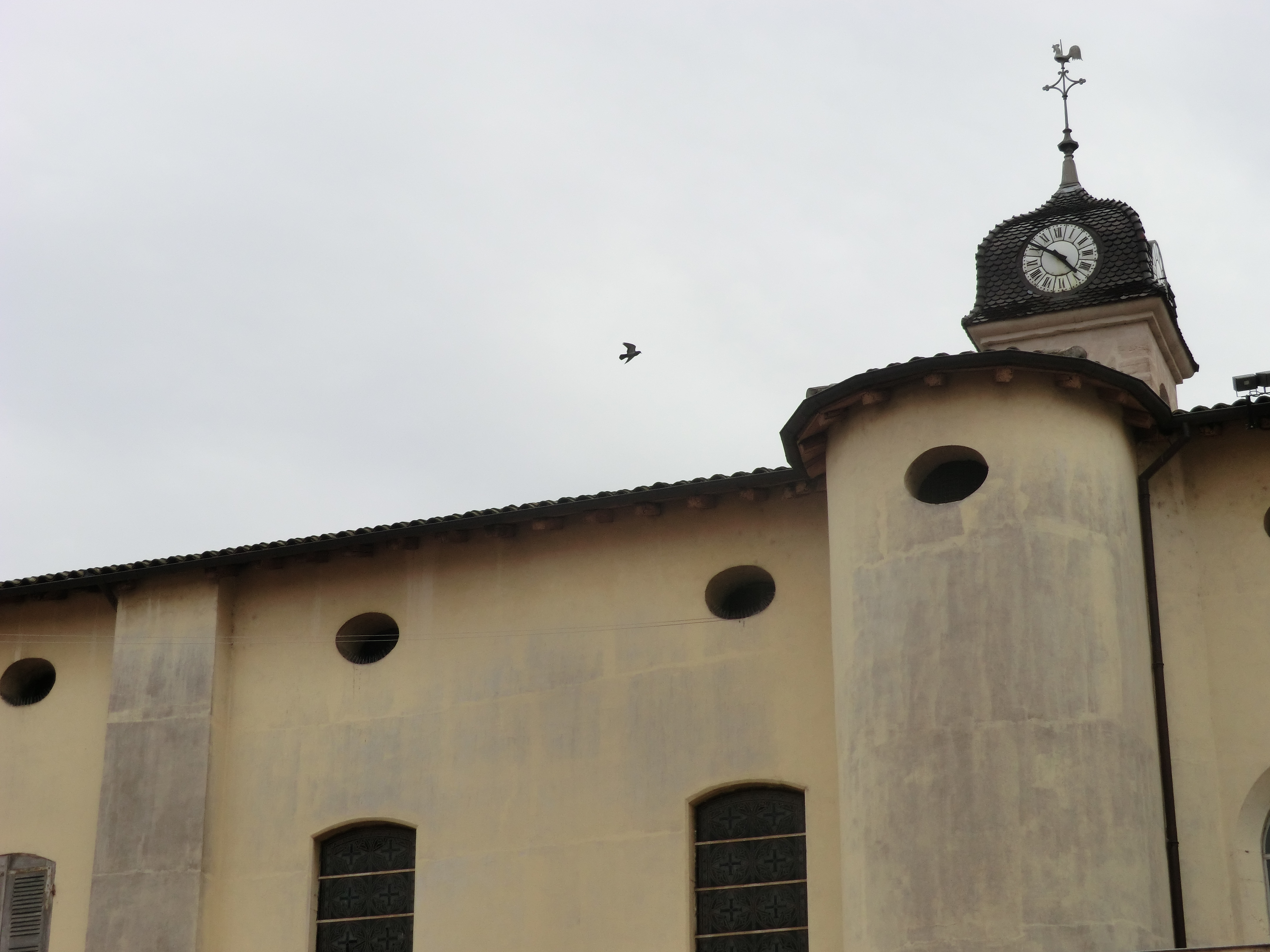
Vue de l'Hôtel-Dieu et de son clocher.
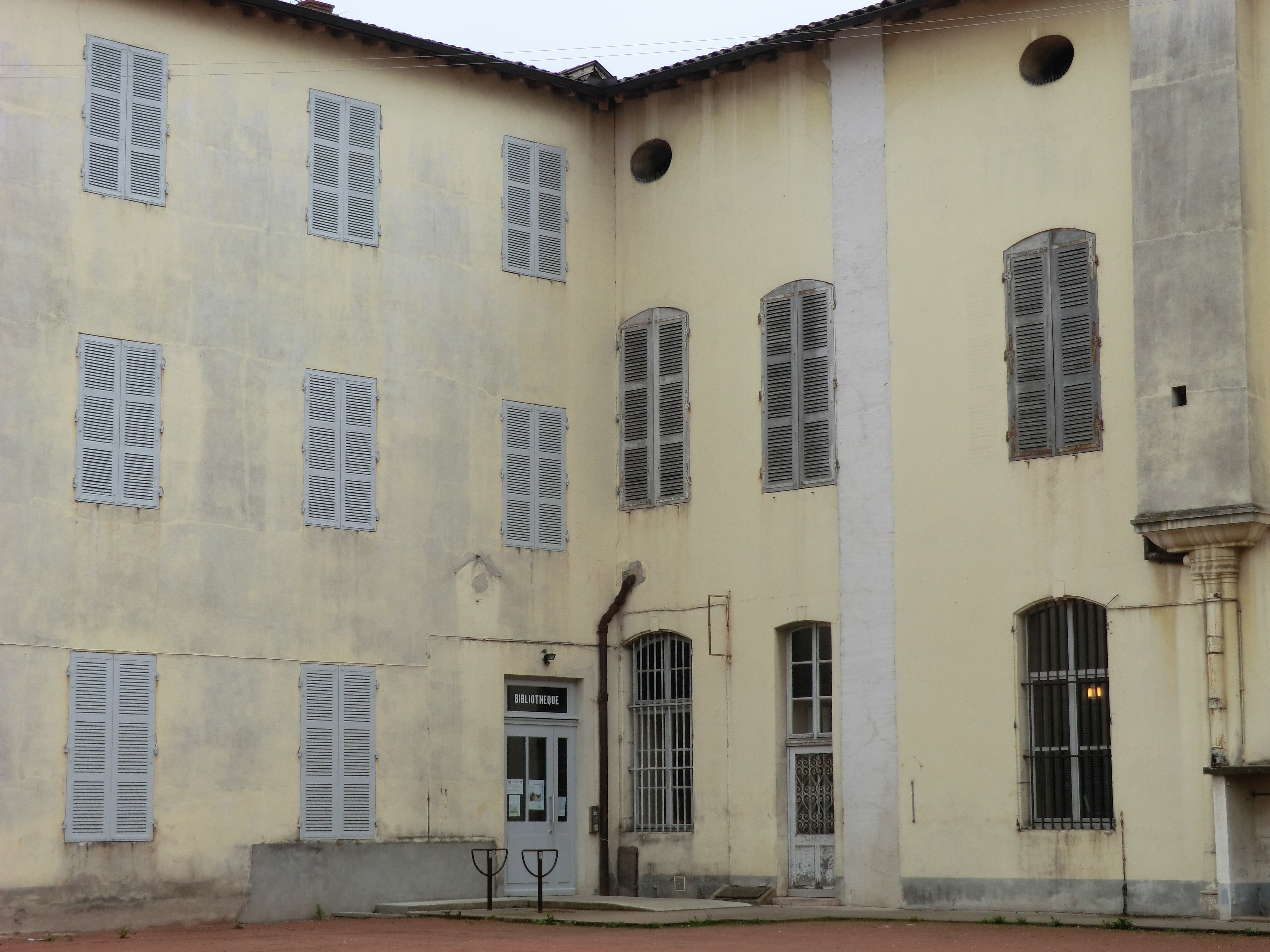
La bibliothèque municipale.
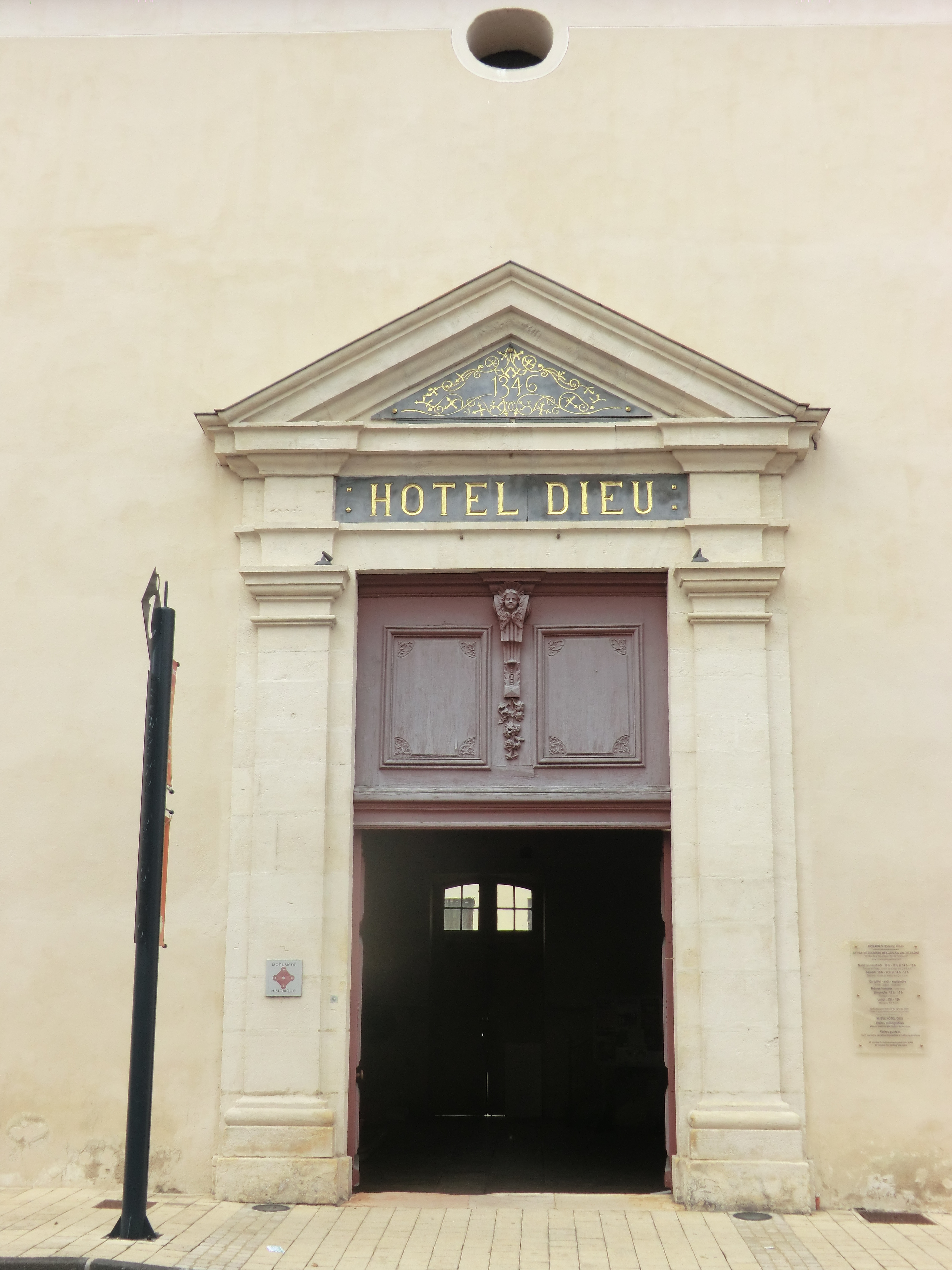
Entrée du musée.

- Les Établissements C. Roux et fils, fondés par la famille Roux en 1854, spécialisés dans la fabrique de parquet et de tonneaux. L'usine Roux constituait un site patrimonial exceptionnel présentant l'histoire d'une des plus grandes entreprises de la région entre le XIXe et le XXe siècle. La commune a acheté les bâtiments de la tonnellerie en 2015 pour y aménager un musée.

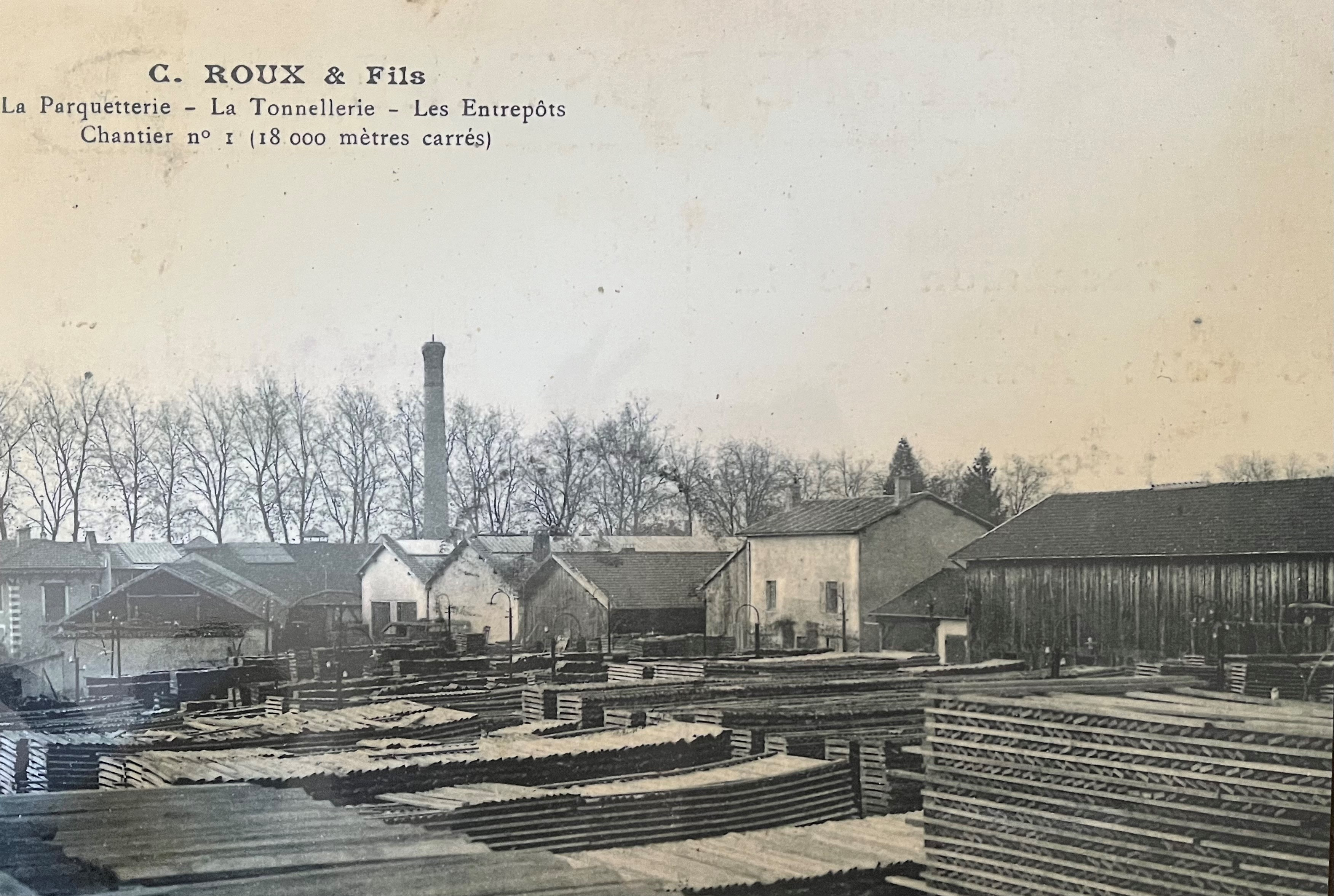
Ateliers C.Roux et fils - Vue de la parquetterie, de la tonnellerie et des entrepôts
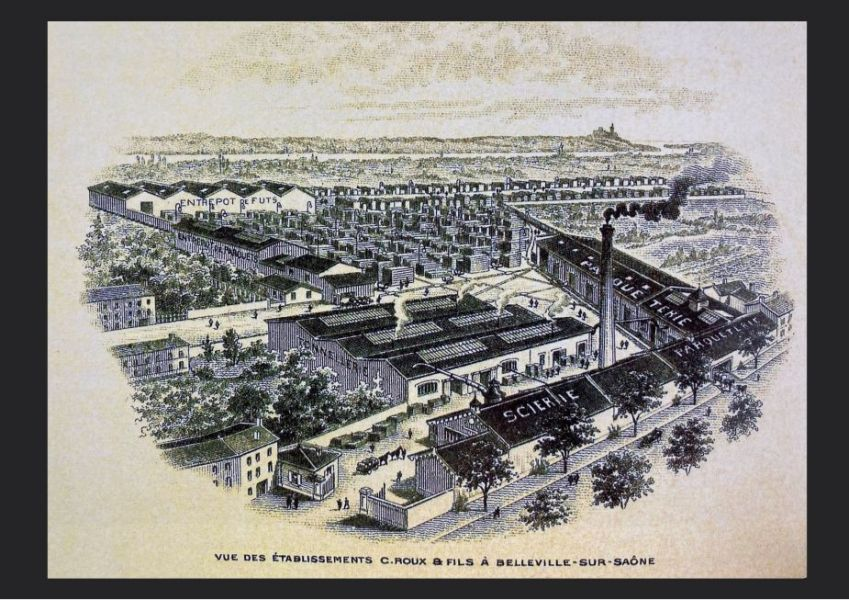
Vue des établissements C.Roux et fils
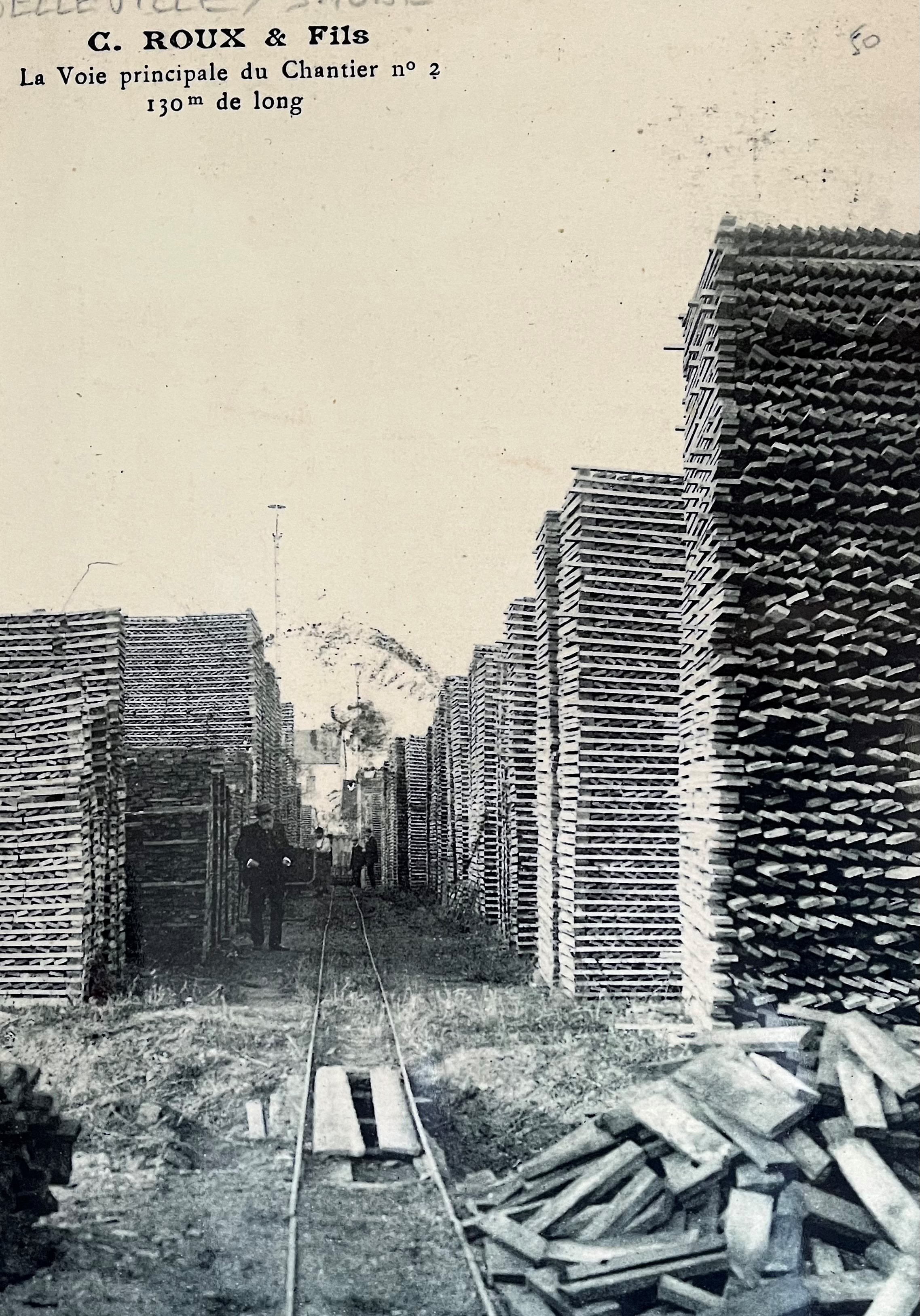
Ateliers C.Roux et fils - Séchage et aperçu de la voie métrique

- La maison des Beaujolais offre un intéressant point de départ à une découverte du vignoble. Inaugurée en 1952, véritable nouveauté à une époque où les lieux de ce type étaient rares, elle est située le long de la nationale qui, jusqu'à l'ouverture de l'autoroute, voyait défiler les amateurs de soleil et de douceur méditerranéenne. Elle donne au visiteur un aperçu complet de l'ensemble des appellations beaujolaises et le guide dans ses achats.
- Le château de Pizay date des XIVe et XVIIe siècles. Situé au milieu de 50 hectares de vignes, avec un jardin à la française, il abrite un hôtel et un SPA renommé.
- La chapelle de Brouilly, appelée Notre-Dame-du-Raisin ou Madone de Brouilly, est une chapelle votive consacrée à la Vierge pour qu'elle détourne la grêle, les gelées et autres fléaux (oïdium) de la vigne. Depuis 1857, la Dame est l'objet chaque 8 septembre d'un pèlerinage.
- L'aérodrome de Belleville, qui permet une activité essentiellement tournée vers l'ULM, se trouve sur la commune.

### Personnalités liées à la commune
- La famille Roux, notamment Charles Roux (1854-1921), César Roux (1884-1927) et Charles Roux (1911-1979), propriétaires des Établissements C.Roux et Fils, qui firent rayonner la ville de Belleville.
- Victor, Germain Roux (dit "Cossieux") (1922-1945), fils de César (1884-1927), directeur des Établissements C.Roux et fils, et de Blanche Mulsant (1884-1968), Lieutenant l'Armée Secrète, groupe Périclés; instructeur puis chef de groupe à Lyon. Mort pour la France, Croix de guerre 39/45 avec palme, Légion d'Honneur, Médaille de la Résistance. Il grandit à Belleville.
- Philibert Claitte (1859-1938), sculpteur français, y est né.
- Francis Popy (1874-1928), compositeur de musique, y est mort. L'école de musique de Belleville porte son nom, comme le parc qui l'entoure (et jouxte la mairie) ainsi qu'une rue de la ville.
- Gabriel Voisin (1880-1973), pionnier français de l'aéronautique, y est né.
- Philippe Gardent (1964-), ancien joueur de handball, notamment champion du monde, y est né.